# Guldentops
Etablissement Guldentops was een Belgische vliegtuigbouwer van voornamelijk lichte sportvliegtuigjes.
Guldentops werd in 1930 opgericht in Evere door de Brusselse Jef Guldentops. Deze had al enige vliegtuigen ontworpen bij Orta-St. Hubert, maar begon daarna voor zichzelf. Hij ging samenwerken met René Bulté. Op basis van de C-1, een ontwerp uit de Ort-St. Hubert tijd, ontwikkelde hij het meest succesvolle vliegtuig uit zijn carrière, de Saint Michel SG-2. Er werden er negen gebouwd waarvan één versie met gesloten cockpit. In 1937 zei Jef Guldentops de samenwerking met René Bulté op, waarna de fabriek in 1939 de deuren moet sluiten

## Vliegtuigtypen
- Saint Michel SG-2

Sportvliegtuig, tweezits hoogdekker, propeller